# Andreas Vaikla
Andreas Raido Karuks Vaikla (Toronto, 19 febbraio 1997) è un calciatore canadese naturalizzato estone, portiere dello Scrosoppi.

## Carriera

### Club

#### Inizi e Norrköping
Nato a Toronto, in Canada, da genitori estoni, inizia a giocare a calcio proprio in Nordamerica, con Spartacus Soccer, Wexford Wolves e NSSC. Nel 2013, a sedici anni, si trasferisce in Inghilterra, al West Bromwich, dove rimane due stagioni. A luglio del 2015 va a giocare in Svezia, nell'IFK Norrköping, in massima serie. Dopo un anno nelle giovanili nel 2016 passa in prima squadra, debuttando il 20 febbraio nel 4-0 casalingo sull'Östersund in Coppa di Svezia. Il 22 aprile fa il suo esordio anche in campionato, entrando al 18' al posto dell'infortunato David Mitov Nilsson e perdendo 2-1 sul campo del Falkenberg. In un anno gioca 20 partite subendo 19 reti.

#### Mariehamn
Alla fine del mercato invernale del 2017 si trasferisce in Finlandia, ai campioni in carica dell'IFK Mariehamn. Esordisce l'11 febbraio nella vittoria interna per 4-0 sul Pallo-Iirot in Coppa di Finlandia.

#### Kristiansund
Il 28 dicembre 2017 i norvegesi del Kristiansund annunciano l'ingaggio di Vaikla, con il trasferimento che sarebbe stato ratificato a gennaio alla riapertura del calciomercato locale. Qui è stato riserva di Sean McDermott praticamente per tutta l'Eliteserien 2018 a eccezione dell'ultima giornata, quando è stato schierato nella sconfitta per 2-0 contro il Lillestrøm.

#### Ritorno a Norrköping
Nell'agosto del 2019 Vaikla è ritornato all'IFK Norrköping per ricoprire il ruolo di portiere di riserva lasciato vacante dalla partenza di David Mitov Nilsson. Di lì a fine campionato non ha mai giocato, a eccezione di una partita di Coppa di Svezia vinta 1-6 contro i dilettanti dell'IFK Timrå.

#### Trans Narva
Nel febbraio del 2020 ha firmato con il Trans Narva, iniziando dunque la sua prima parentesi nel campionato estone.

### Nazionale
Inizia a giocare nelle Nazionali giovanili estoni a 15 anni, nel 2012, giocando un'amichevole con l'Under-16. Nel 2013 passa in Under-17 disputando una sola gara. Nel 2015 entra a fare parte dell'Under-19, giocando dieci volte, tre delle quali nelle qualificazioni all'Europeo di categoria 2016. Il 28 marzo 2016 esordisce in Under-21, in trasferta a Zaprešić contro la Croazia nelle qualificazioni all'Europeo 2017, perdendo per 2-1, parando un rigore a Stipe Perica al 41' ma prendendo gol sulla ribattuta. Il 1º giugno 2016 debutta in Nazionale maggiore, in casa a Tallinn, in un'amichevole contro Andorra vinta per 2-0.

## Statistiche

### Presenze nei club
Statistiche aggiornate al 1º gennaio 2018
| Stagione        | Squadra         | Campionato      | Campionato | Campionato | Coppe nazionali | Coppe nazionali | Coppe nazionali | Coppe continentali | Coppe continentali | Coppe continentali | Altre coppe | Altre coppe | Altre coppe | Totale | Totale | Totale |
| Stagione        | Squadra         | Comp            | Pres       | Reti       | Comp            | Pres            | Reti            | Comp               | Pres               | Reti               | Comp        | Pres        | Reti        | Pres   | Reti   |        |
| --------------- | --------------- | --------------- | ---------- | ---------- | --------------- | --------------- | --------------- | ------------------ | ------------------ | ------------------ | ----------- | ----------- | ----------- | ------ | ------ | ------ |
| 2016            | IFK Norrköping  | A               | 13         | -12        | SC+SC           | 4+1             | -2+-0           | UCL                | 2                  | -5                 | -           | -           | -           | 20     | -19    |        |
| 2017            | IFK Mariehamn   | VL              | 26         | -37        | SC              | 4               | -3              | UCL                | 1                  | -3                 | -           | -           | -           | 31     | -43    |        |
| 2018            | Kristiansund    | ES              | 0          | 0          | CN              | 0               | 0               | -                  | -                  | -                  | -           | -           | -           | 0      | 0      |        |
| Totale carriera | Totale carriera | Totale carriera | 39         | -49        |                 | 9               | -5              |                    | 3                  | -8                 |             | -           | -           | 51     | -62    |        |

### Cronologia presenze e reti in nazionale
| Cronologia completa delle presenze e delle reti in nazionale ― Estonia | Cronologia completa delle presenze e delle reti in nazionale ― Estonia | Cronologia completa delle presenze e delle reti in nazionale ― Estonia | Cronologia completa delle presenze e delle reti in nazionale ― Estonia | Cronologia completa delle presenze e delle reti in nazionale ― Estonia | Cronologia completa delle presenze e delle reti in nazionale ― Estonia | Cronologia completa delle presenze e delle reti in nazionale ― Estonia | Cronologia completa delle presenze e delle reti in nazionale ― Estonia |
| Data                                                                   | Città                                                                  | In casa                                                                | Risultato                                                              | Ospiti                                                                 | Competizione                                                           | Reti                                                                   | Note                                                                   |
| ---------------------------------------------------------------------- | ---------------------------------------------------------------------- | ---------------------------------------------------------------------- | ---------------------------------------------------------------------- | ---------------------------------------------------------------------- | ---------------------------------------------------------------------- | ---------------------------------------------------------------------- | ---------------------------------------------------------------------- |
| 1-6-2016                                                               | Tallinn                                                                | Estonia                                                                | 2 – 0                                                                  | Andorra                                                                | Amichevole                                                             | -                                                                      |                                                                        |
| 20-11-2016                                                             | Basseterre                                                             | Saint Kitts e Nevis                                                    | 1 – 1                                                                  | Estonia                                                                | Amichevole                                                             | -1                                                                     |                                                                        |
| Totale                                                                 |                                                                        | Presenze                                                               | 2                                                                      |                                                                        | Reti                                                                   | -1                                                                     |                                                                        |

| Cronologia completa delle presenze e delle reti in nazionale ― Estonia under 21 | Cronologia completa delle presenze e delle reti in nazionale ― Estonia under 21 | Cronologia completa delle presenze e delle reti in nazionale ― Estonia under 21 | Cronologia completa delle presenze e delle reti in nazionale ― Estonia under 21 | Cronologia completa delle presenze e delle reti in nazionale ― Estonia under 21 | Cronologia completa delle presenze e delle reti in nazionale ― Estonia under 21 | Cronologia completa delle presenze e delle reti in nazionale ― Estonia under 21 | Cronologia completa delle presenze e delle reti in nazionale ― Estonia under 21 |
| Data                                                                            | Città                                                                           | In casa                                                                         | Risultato                                                                       | Ospiti                                                                          | Competizione                                                                    | Reti                                                                            | Note                                                                            |
| ------------------------------------------------------------------------------- | ------------------------------------------------------------------------------- | ------------------------------------------------------------------------------- | ------------------------------------------------------------------------------- | ------------------------------------------------------------------------------- | ------------------------------------------------------------------------------- | ------------------------------------------------------------------------------- | ------------------------------------------------------------------------------- |
| 28-3-2016                                                                       | Zaprešić                                                                        | Croazia under 21                                                                | 2 – 1                                                                           | Estonia under 21                                                                | Qual. Europeo Under-21 2017                                                     | -2                                                                              |                                                                                 |
| 6-10-2016                                                                       | Pärnu                                                                           | Estonia under 21                                                                | 0 – 3                                                                           | Svezia under 21                                                                 | Qual. Europeo Under-21 2017                                                     | -3                                                                              |                                                                                 |
| Totale                                                                          |                                                                                 | Presenze                                                                        | 2                                                                               |                                                                                 | Reti                                                                            | -5                                                                              |                                                                                 |

## Palmarès

### Club

#### Competizioni nazionali
- Campionato svedese: 1

IFK Norrköping: 2015
- Supercoppa di Svezia: 1

IFK Norrköping: 2015